# Żukotky (stacja kolejowa)
Żukotky (ukr. Жукотки, ros. Жукотки) – stacja kolejowa w pobliżu miejscowości Żukotky, w rejonie czernihowskim, w obwodzie czernihowskim, na Ukrainie. Leży na linii Semychody (Czarnobylska Elektrownia Jądrowa) – Czernihów.